# Микробный пейзаж
Микробный пейзаж — понятие, комплексным образом характеризующее состояние и особенности конкретного биоценоза микроорганизмов: общую численность микроорганизмов, их видовой состав, численные и пространственные взаимоотношения микробных популяций в их взаимодействии друг с другом и окружающей средой.
Термин был введён С. Н. Виноградским в области микробиологии почв. Используется в геомикробиологии, а также в медицине и ветеринарии, которые уделяют большое внимание взаимодействию микробных биоценозов с макроорганизмом.